# San Antonio (Jujuy)

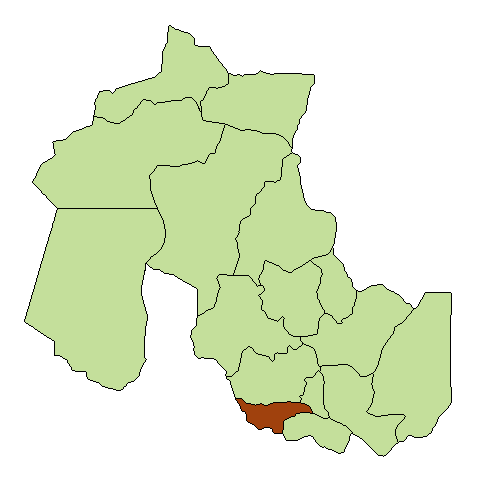
Departamento de San Antonio, Jujuy, Argentina

San Antonio é uma cidade da Argentina, localizada na província de Jujuy.